# NGC 23
NGC 23 är en spiralgalax belägen i stjärnbilden Pegasus. Den upptäcktes av William Herschel den 10 september 1784. I Webb Society Deep-Sky Observers Handbok beskrivs det visuella utseendet på NGC 23 enligt följande:
"Ljus, förlängd ellips. En ljus kärnstruktur är märkbart långsträckt. Två svaga spiralanhang utgår från motsatta sidor av kärnan, en böjd mot en ljus stjärna fäst på södra änden. Galaxen interagerar troligen med NGC 9."

## Egenskaper
Formen på NGC 23 beskrivs av dess morfologiska klassificering av SBb, vilket anger att den är en stavbunden spiralgalax (SB) med spiralarmar som är måttligt tätt lindade (b). Den är en ljusstark infraröd galax med stjärnbildande klumpar. År 1959 upptäcktes en möjlig supernova i NGC 23 med Haleteleskopet. På en fotografisk plåt tagen den 23 augusti visades en ljusstark stjärna med en skenbar magnitud på omkring 16, som låg 10 bågsekunder norr och 10 bågsekunder öster om galaxens centrum. Den hade dock försvunnit på en bild tagen 60 dygn senare.

## Galleri

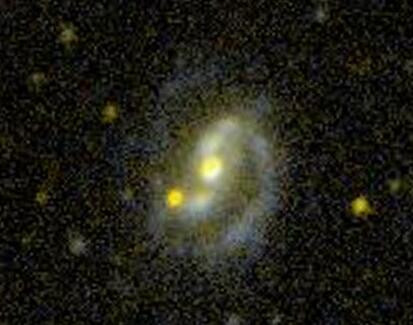
GALEX (ultraviolet)
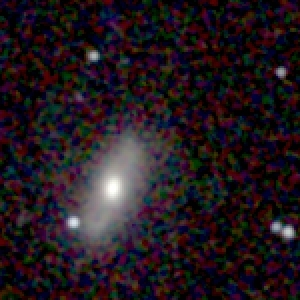
2MASS (nära-infraröd)
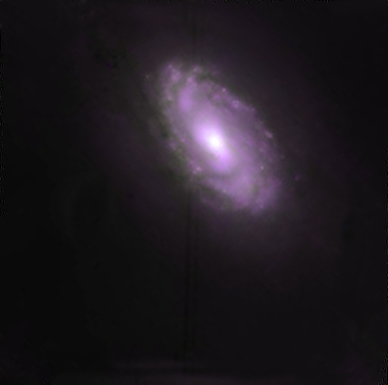
Hubbleteleskopet (optisk)
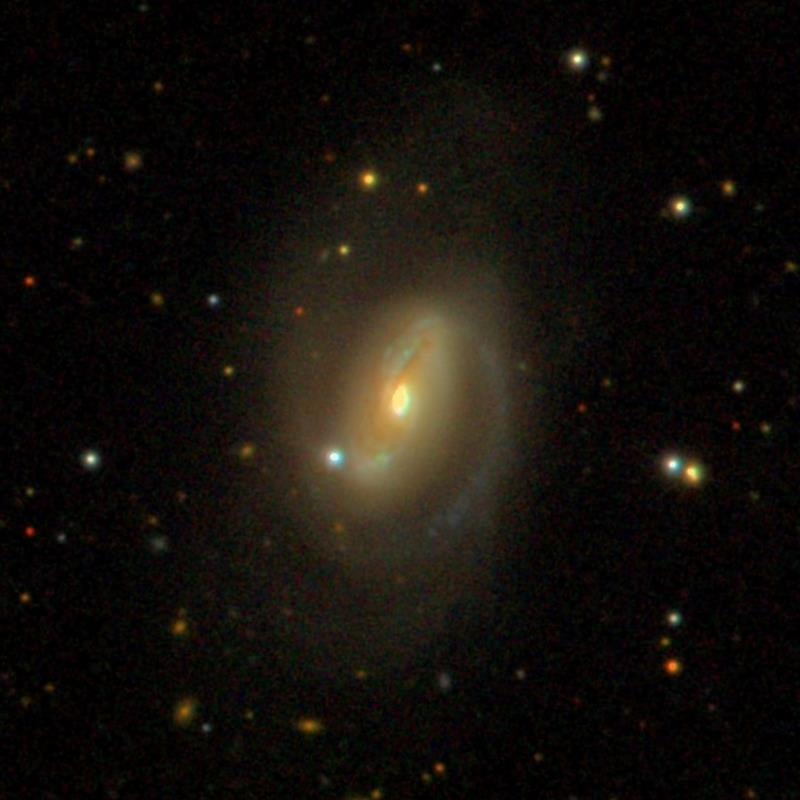
SDSS